# Terny Beni Hdiel
Terny Beni Hdiel là một đô thị thuộc tỉnh Tlemcen, Algérie. Dân số thời điểm năm 2002 là 4.637 người.